# Walker (tramwaj)
Walker – wąskotorowy tramwaj produkcji Waggonfabrik Hofmann & Co. AG we Wrocławiu z lat 1900–1902.

## Historia
Tramwaje były eksploatowane w Górnośląskim Okręgu Przemysłowym w liczbie 32 sztuk. 31 stycznia 1952 zostały wycofane z eksploatacji z powodu zmiany rozstawu szyn obsługiwanej linii. Większość maszyn została zezłomowana, jednak 4 wagony, po remoncie w Gdańsku, w 1953 dotarły do Bydgoszczy, i zostały skierowane wraz z wagonami Sanok SW1 na linię Brda. Dwa z nich zostały wysłane w późniejszym czasie do Jeleniej Góry, jednak powróciły do Bydgoszczy. Wycofano je z eksploatacji w 1958. 
Nadwozia pojazdów posłużyły za łazienki w ośrodku wczasowym MPK w Babilonie.